# K-MIX FRIDAY CABIN
K-MIX FRIDAY CABIN（ケイミックス・フライデーキャビン）は、静岡エフエム放送（K-MIX）で放送されていたラジオ番組である。

## 概要
『K-mix MUSIC SPECTRUM』に代わる生ワイド番組として、2023年4月7日に放送が開始された。
Xでの公式ハッシュタグは「#kmixcabin」。

## パーソナリティ
- 川﨑玲奈（K-MIXアナウンサー・パーソナリティ）

本番組では、「ザキ機長」や「ザ機長」という呼ばれ方が多い。

## タイムテーブル
2023年5月現在。時間はいずれも日本標準時（JST）。
11時台
- 11:30　オープニング
- 11:42　クイズ！その耳にフォルティッシモ（出題）

12時台
- 12:00　K-MIX TRAFFIC & WEATHER INFORMATION
- 12:04　K-MIX HEADLINE NEWS
- 12:08　組織人失格
- 12:26　FLIGHT Time THEATER
- 12:50　イオンモール富士宮 ハピネスモール RADIO！

13時台
- 13:00　K-MIX TRAFFIC & WEATHER INFORMATION
- 13:03　K-MIX HEADLINE NEWS
- 13:08　この飛行機に嘘つきはいらっしゃいませんか？
- 13:42　クイズ！その耳にフォルティッシモ（答え）
- 13:55　エンディング

## コーナー

### 現在のコーナー
- メッセージテーマ・ふつおた

コーナー等がない時間帯に随時紹介されている。
- クイズ！その耳にフォルティッシモ

音楽クイズコーナー。出題形式はイントロが主であるが、アウトロやサビからの出題もあり得る。出題はオープニング後の11時台に、正解は13時台後半に発表される。正解者の中から、抽選で毎週3名に番組ステッカーが贈られている。
当初、本来はネタコーナーではないため、ボケ無しで解答することが前提とされていたが、誤解答のほか、ボケ解答を送るリスナーが後を絶えず、また川﨑も面白がって紹介することが多くなった。そのためか現在では、誤答ではあるものの、これらの解答を送ったリスナーにも、川﨑の独断と偏見で、ステッカーがプレゼントされることが慣例となっている。
- 組織人失格

ネタコーナー。家族、会社や学校等、あらゆる「組織」にまつわる悶々とした出来事が募集されている。都度、川﨑からのコメントやツッコミがある。「○○（の）モヤモヤ」という書き出しで記述することになっており、当日一番のモヤモヤには番組ステッカーが贈られるほか、川﨑に響いたネタには、コーナー進行中でもステッカーがプレゼントされることがある。
組織とは無関係の単なるモヤモヤも一応認められているほか、コーナー趣旨とは大きくかけ離れた、常軌を逸したモヤモヤ（通称：「様子がおかしい」枠）も終盤で紹介されることがある。
- FLIGHT Time THEATER

川﨑による映画評論のコーナーである。コーナーの最後では、その映画にまつわる楽曲が流される。新旧洋邦問わず紹介されている。ゲスト等がいる場合には休止になることがある。
- イオンモール富士宮 ハピネスモール RADIO！

イオンモール富士宮提供。K-mix MUSIC SPECTRUMから引き継がれたコーナーである。
- この飛行機に嘘つきはいらっしゃいませんか？

川﨑とやらまいかカンパニーによる対決コーナー。毎週静岡県内全市町村からランダムで1市町村を選び、やらまいかカンパニーの2人が名所・名物の情報を紹介する。
やらまいかカンパニーが紹介する情報は本当の場合と嘘の場合があり、それを川﨑が判定する。コーナー内ではリスナーからも補足情報も受け付けており、こちらも嘘情報を送ってもよいとされている。
紹介された情報が本当か噓か、川﨑が正しく判定できた場合は川﨑の勝利、できなかった場合はやらまいかカンパニーの勝利となる。川﨑・やらまいかカンパニー共に3週連続敗北した場合は罰ゲームが与えられる。

### 終了したコーナー
- プラウド presents 教えて！今週のお買得車情報（2023年4月）

K-mix MUSIC SPECTRUMから引き継がれたコーナーである。